# Das Beste kommt zum Schluss
Das Beste kommt zum Schluss (Originaltitel: The Bucket List) ist eine Tragikomödie des Regisseurs Rob Reiner aus dem Jahr 2007. Die Hauptrollen spielten Jack Nicholson und Morgan Freeman.

## Handlung
Der ungläubige, amoralische weiße Klinikbesitzer und Milliardär Edward Cole und der hochgebildete schwarze Automechaniker Carter Chambers sind beide an Krebs erkrankt. Cole war viermal verheiratet und hat eine Tochter. Chambers wollte einst Geschichtsprofessor werden, doch die finanziellen Umstände aufgrund der plötzlichen Schwangerschaft seiner späteren Ehefrau zwangen ihn zur Änderung seines Berufsziels.
Beide Männer liegen im selben Zimmer in einem Krankenhaus, welches Cole gehört. Beide müssen verschiedene Krebsbehandlungen über sich ergehen lassen (Operationen und Chemotherapie) und freunden sich aufgrund ihres Schicksals trotz ihrer Gegensätze an. Dann erfahren beide, dass sie nur noch sechs bis zwölf Monate zu leben haben.
Chambers beginnt eine Liste der Dinge zu erstellen, die er in seinem Leben noch tun will, bevor er den Löffel abgibt (die sogenannte „Löffelliste“, im englischen Original „bucket list“). Die Idee dazu stammt aus der Zeit seines Philosophiestudiums, als er diese Aufgabe in einer Vorlesung als Übung aufgetragen bekam. Doch nachdem er einige Punkte notiert hat, verlässt ihn der Mut, diese auch wirklich in die Tat umzusetzen, sodass er die Liste zerknüllt und auf den Boden wirft. Cole findet Chambers’ Liste, macht sich ein wenig über ihn lustig, weil er dessen Punkte als zu harmlos und wenig materiell empfindet, freundet sich aber grundsätzlich mit der Idee an. Er beginnt eigene Punkte der Liste hinzuzufügen und überzeugt Chambers davon, die Liste in die Tat umzusetzen. Letztlich stellen sie gemeinsam eine Liste zusammen, die eine ganze Reihe verschiedener Punkte enthält, unter anderem mit einem Fallschirm abspringen, einen Shelby Mustang fahren, die Pyramiden und den Taj Mahal sehen, auf Großwildjagd gehen, etwas „Majestätisches“ erleben (damit ist der Mount Everest gemeint), einem fremden Menschen etwas Gutes tun, so sehr lachen, bis man weint, das schönste Mädchen der Welt küssen und so weiter.
Obwohl es zwischen Chambers und seiner Frau zum Streit kommt, da die ihn lieber im Kreis der Familie bzw. im weiteren Kampf gegen den Krebs sehen möchte, geht Chambers mit Cole auf die Reise. In Coles Privatjet fliegen die beiden mit Coles Assistenten um die Welt und „arbeiten“ die einzelnen Punkte der Liste ab. Jeden vollendeten Punkt streichen die beiden aus der Liste.
Während der Reise lernen sich die beiden näher kennen. Chambers findet heraus, dass sich Cole mit seiner Tochter zerstritten hat. Cole erzählt ihm von den Misshandlungen, die der Ehemann seiner Tochter angetan hat. Er erzählt ihm auch, wie er sich darum „kümmerte“ (er spielt auf angeheuerte Schläger an), den Ehemann dazu zu bringen, seine Tochter zu verlassen. Diese hat Cole jedoch den Vorfall nie verziehen, was ihn sichtlich belastet.
Umgekehrt erfährt Cole über Chambers, dass dieser nie mit einer anderen Frau als seiner Ehefrau geschlafen hat und die Liebe zu seiner Frau erloschen scheint. In beiden wächst der Wunsch, dem anderen bei seinen Problemen zu helfen. Cole schickt Chambers in Hongkong ein junges schwarzes Callgirl, um ihn zu verführen. Doch Chambers erkennt, dass er seine Frau noch liebt, und bricht die Reise ab. Chambers versucht seinerseits am Ende der Reise, Cole mit seiner Tochter zusammenzubringen, woraufhin sich beide zerstreiten.
Wie unterschiedlich die beiden Männer sind, zeigt sich nach ihrer Rückkehr: Während Chambers mit seiner gesamten Familie ein großes Wiedersehensfest im Stile eines amerikanischen Erntedankfests feiert und ein glückliches Leben im Kreis seiner Familie führt, kommt Cole in sein kaltes, steriles Haus zurück, wo niemand auf ihn wartet.
Nach dem Familienessen wollen Chambers und seine Frau eine Nacht miteinander verbringen, um ihre wiederentdeckte Liebe zu feiern, als Chambers zusammenbricht. Im Krankenhaus stellt sich heraus, dass sich in seinem Gehirn weitere Metastasen gebildet haben. Cole besucht ihn am Krankenbett und die beiden versöhnen sich. Dabei erhält Cole einen Brief von Virginia, Chambers’ Frau. Chambers bittet ihn vor seiner Operation darum, die Liste allein abzuschließen. In einem Artikel, den Chambers Cole reicht, wird auch noch die Herstellung des Kopi-Luwak-Kaffees erwähnt, den Cole liebt. Da er nicht wusste, dass dies von einer Schleichkatze ausgeschiedene Bohnen sind, müssen beide lachen, bis sie weinen – und können damit einen weiteren Punkt von der Liste streichen.
Während Chambers erneut operiert wird, was er nicht überlebt, erfüllt Cole Chambers’ letzten Wunsch, den dieser in dem Brief formuliert hatte: Er soll sich wieder mit seiner Tochter versöhnen. Seine Tochter nimmt ihn liebevoll auf und er lernt seine Enkeltochter kennen, die er küsst; daraufhin hakt er den Punkt „das schönste Mädchen der Welt küssen“ ab. Am Ende haben beide das gefunden, was im Leben am Wichtigsten ist: die Liebe. Bei Chambers’ Beerdigung hält Cole eine anrührende Rede und erwähnt, dass Chambers für ihn noch vor wenigen Monaten ein völlig Fremder war, woraufhin er den Punkt „einem Fremden etwas Gutes tun“ von der Liste streicht.
Der Film endet mit der Erzählung, dass Cole mit 81 Jahren verstorben ist: „Die Augen geschlossen, aber das Herz geöffnet.“ Anscheinend hat Cole also den Krebs überwunden (oder zumindest hinausgezögert), indem er das Glück in seinem Leben wiederfand. Coles Assistent Matthew, von Cole nur Tom oder Thomas genannt, erfüllt dann auch Coles letzten Wunsch und trägt dessen Asche in einer Kaffee-Dose auf den Gipfel des Himalaya-Gebirges, wo schon Chambers’ Asche in einer Kaffee-Dose ruht, da Carter Chambers sein Leben lang nur Instant-Kaffee mochte. Es war der letzte Wunsch der beiden Männer, den Gipfel des Himalayas zu besteigen und „etwas Majestätisches zu erleben“ – aufgrund der schlechten Witterung auf ihrer Reise hatten sie es selbst nicht mehr erleben können. Schließlich streicht Matthew auf der Liste auch diesen letzten Punkt und legt die Liste zusammen mit der Asche von Cole neben die Dose mit der Asche von Chambers.

## Synchronisation
Die deutsche Synchronisation wurde von RC Production Rasema Cibic, Berlin unter der Dialogregie von Joachim Tennstedt ausgeführt. Das Dialogbuch schrieb Klaus Bickert.
| Darsteller      | Synchronsprecher   | Rollenname        |
| --------------- | ------------------ | ----------------- |
| Morgan Freeman  | Klaus Sonnenschein | Carter Chambers   |
| Jack Nicholson  | Joachim Kerzel     | Edward Cole       |
| Alex Trebek     | Till Hagen         | Alex Trebek       |
| Rowena King     | Daniela Hoffmann   | Angelica          |
| Rob Morrow      | Dietmar Wunder     | Dr. Hollins       |
| Sean Hayes      | Axel Malzacher     | Thomas            |
| Beverly Todd    | Joseline Gassen    | Virginia Chambers |
| Alfonso Freeman | Oliver Siebeck     | Roger Chambers    |

## Hintergründe

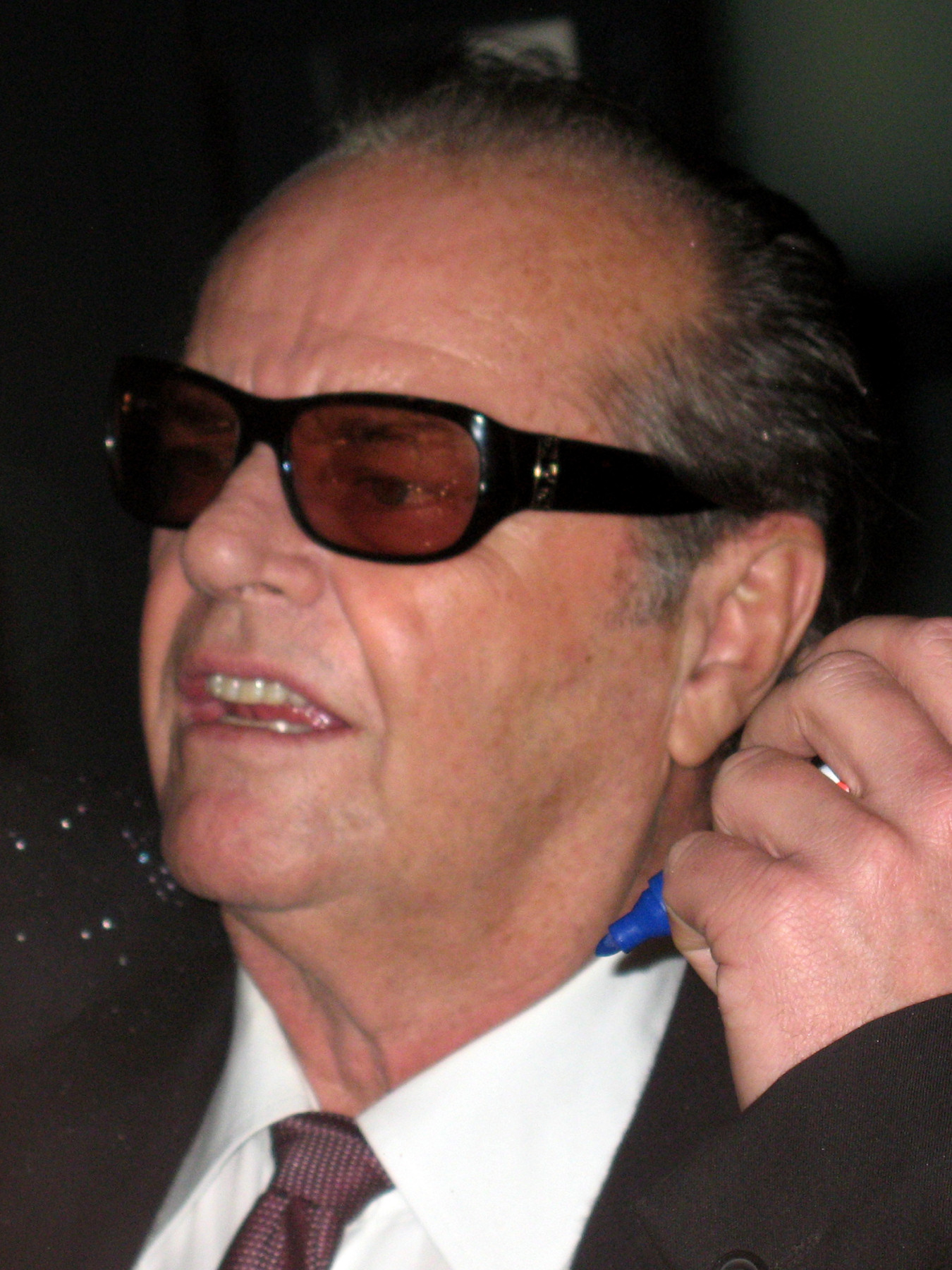
Hauptdarsteller Jack Nicholson bei der Filmpremiere von Das Beste kommt zum Schluss

- Der Originaltitel The Bucket List bezieht sich auf die englische Redewendung „to kick the bucket“, was umgangssprachlich den Löffel abgeben, ins Gras beißen bedeutet. Eine bucket list ist im gängigen angelsächsischen Sprachgebrauch eine Liste, auf welcher man alles aufzählt, was man vor seinem Lebensende noch gerne machen würde. Der Begriff bucket list wurde in der deutschen Synchronisation mit Löffelliste übersetzt und hat mindestens seitdem Eingang in den deutschen Sprachgebrauch gefunden.[4][5][6]

- Carters Sohn Roger Chambers wird im Film von Alfonso Freeman gespielt, dem tatsächlichen Sohn von Morgan Freeman.[7]
- Im Film gibt es Anspielungen auf die Bücher „Ein Leben lang“ (Originaltitel: The Time of Your Life) von William Saroyan und die Göttliche Komödie von Dante Alighieri.
- Erstaufführung des Films war am 16. Dezember 2007 in Hollywood, Kinostart in ausgewählten Kinos der USA am 25. Dezember 2007, die breite Veröffentlichung begann in den US-amerikanischen Kinos am 11. Januar 2008. Der deutsche Kinostart folgte am 24. Januar 2008.[8]
- Mit einem Einspielergebnis von 19,4 Millionen US-Dollar am Startwochenende erreichte der Film Platz 1 der US-Kinocharts.[9]

## Kritiken
Todd McCarthy bezeichnete den Film in der Zeitschrift Variety als eine „Sitcom über Sterblichkeit“. Er könne dank der Stärke der beiden Hauptdarsteller zum ersten Hit des Regisseurs seit der Mitte der 1990er Jahre werden, obwohl seine „vorherrschende Betonung der Empfindsamkeit“ ihn eher zum Zuschauen auf den Fernsehbildschirmen prädestinieren würde („with the star power of Jack Nicholson and Morgan Freeman […] stands a good chance of becoming director Rob Reiner’s first hit since the mid-'90s, even though its prevailing sensibility will eventually make it look more at home on small screens“).
Michael Rechtshaffen schrieb in der Zeitschrift The Hollywood Reporter, sogar Nicholson und Freeman seien nicht imstande, diesen „langweiligen“ („dull“) Film zu beleben. Das Drehbuch gebe den beiden Oscarpreisträgern zu wenig Möglichkeiten.

## Auszeichnungen
John Mayer gewann mit dem für den Film geschriebenen Song „Say“ bei den Grammy Awards 2009 einen Preis in der Kategorie Beste männliche Gesangsdarbietung – Pop. Die Deutsche Film- und Medienbewertung FBW in Wiesbaden verlieh dem Film das Prädikat wertvoll.